# گلوله گمشده
گلوله گمشده (به فرانسوی: Balle perdue) یک فیلم اکشن و دلهره‌آور فرانسوی محصول سال ۲۰۲۰ به کارگردانی گیوم پیره، نویسندگی گیوم پیر، آلبان لنوآر و کامل گوئمرا با بازی آلبان لنوآر، نیکولا دوووشل و رمزی بدیا است. دنباله این فیلم گلوله گمشده ۲، توسط نتفلیکس در ۱۰ نوامبر ۲۰۲۲ منتشر شد و فیلم سوم در حال توسعه است.
گلوله گمشده در ۱۹ ژوئن ۲۰۲۰ منتشر شد. این فیلم کاملاً در شهر بندری مدیترانه ست، فرانسه فیلمبرداری شده‌است.

## داستان
داستان دربارهٔ پسر جوانی که مربی‌اش توسط پلیسی فاسد کشته می‌شود، مجبور می‌شود تا بیگناهی خود را در برابر قانون ثابت کند.

## بازخوردها
این فیلم با واکنش متفاوتی از سوی برخی از منتقدان مواجه شد که به شکل‌های مختلف به شخصیت‌های چوبی و دیالوگ‌های ضعیف آن اشاره کردند. اگرچه سکانس‌های اکشن مورد ستایش قرار گرفت. در راتن تومیتوز دارای رتبه تأیید ۷۸٪ بر اساس ۹ بررسی است.